# جیووانی کالابرس
جیووانی کالابرس (انگلیسی: Giovanni Calabrese؛ زادهٔ ۳۰ اکتبر ۱۹۶۶) قایقران روئینگ اهل ایتالیا است.
وی در مسابقات کشوری و بین‌المللی در مجموع برندهٔ ۲ مدال طلا، ۱ مدال نقره، ۱ مدال برنز شده‌است.